# Guillaume Busac
Guillaume Busac (vers 1020 – vers 1076), est un Normand peut-être comte d'Eu avant d'en être dépossédé, puis comte de Soissons en droit de sa femme Adélaïde de Soissons (de jure uxoris).

## Biographie
Guillaume Busac est le fils de Guillaume, comte d'Eu, et de Lesceline. Son père est un fils illégitime du duc Richard Ier de Normandie. C'est le chroniqueur médiéval Robert de Torigny qui lui attribue le surnom de « Busac ».
Il y a débat parmi les historiens pour savoir s'il était le fils aîné ou puîné du comte d'Eu, et s'il a ou non possédé un temps ce comté. Pour David Douglas (1946), c'est Robert le fils aîné et héritier du comté, et Guillaume Bussac n'en est à aucun moment le seigneur. 
Toutefois, pour d'autres historien, comme David Crouch, François Neveux et Pierre Bauduin, Guillaume Busac hérite de son père et est bien comte d'Eu quand il se rebelle contre le duc de Normandie Guillaume le Conquérant, et qu'il est délogé de sa forteresse d'Eu, dépouillé de son comté et contraint à l'exil, vers 1050. Pour David Douglas, l'interpolation d'Orderic Vital dans  Gesta Normannorum ducum sur laquelle est basée cette affirmation est erronée, et le moine chroniqueur confond probablement ce Guillaume avec un autre rebelle, Guillaume d'Arques,. Pour Pierre Bauduin, le comté d'Eu passe alors à son frère Robert.
Guillaume Busac se rend auprès du roi Henri Ier de France. Celui-ci lui donne en mariage Adélaïde, l'héritière du comté de Soissons, fille de Renaud Ier de Soissons, Grand-Maître d’Hôtel de France. Guillaume Busac devient donc comte de Soissons en droit de sa femme, et établit une lignée qui s'éteint en 1148 avec la mort du comte Renaud II.